# Bob Casey
Bob Casey, född 18 juli 1978, är en rugbyspelare från Irland.
Han föddes i Maynooth på Irland där han även tillbribringade sin uppväxt. Casey är 202 cm lång och väger 123 kilo. Hans spelarposition är andra led och han spelar nu för tillfället i London Irish. Han har tidigare spelat för Leinster på Irland. Han gjorde debut för A-laget 1999 och skrev på London Irish 2002. Han är även VD för Christina Noble Children's Foundation i Storbritannien.
Bob Casey har spelat fem matcher för Irlands landslag och har blivit erbjuden att spela för Barbarians. 2004 blev han årets spelare i London Irish. Han har spelat för Irlands landslag i följande årsklasser: u19, u21, u25 och A-landslaget.